# ジェームズ・ディロン (第8代ロスコモン伯爵)
第8代ロスコモン伯爵ジェームズ・ディロン（英語: James Dillon, 8th Earl of Roscommon、1702年 – 1746年8月20日）は、アイルランド貴族。

## 生涯
第6代ロスコモン伯爵ロバート・ディロンとマーガレット・パット（Margaret Putt、初代準男爵トマス・パットの娘）の息子として生まれた。
1722年1月9日に兄ロバートが死去するとロスコモン伯爵の爵位を継承、1723年8月29日にアイルランド貴族院議員に就任した。
300ポンドの年金を受給したという。
1746年8月20日に生涯未婚のままダブリンで死去、同地で埋葬された。第8代ロスコモン伯爵の死去に伴い、爵位は休止状態になったが、実際の継承権者はロバート・ディロン（初代ロスコモン伯爵ジェームズ・ディロンの次男ルーカスの曾孫にあたる）にあった。ロバートは爵位を名乗らなかったが、その死後は継承権が弟ジョンに移り、ジョンは第10代ロスコモン伯爵の称号を使用した。